# Teredo (bivalvo)
Teredo es un género de almejas marinas altamente modificadas que perforan madera y viven dentro de los túneles que crean, a los que revisten con una capa de carbonato de calcio. Son conocidos como gusanos de la madera o bromas (shipworms en idioma inglés). En términos biológicos son moluscos bivalvos marinos incluidos en la familia taxonómica Teredinidae. La especie de tipo es Teredo navalis.
Debido a que estos bivalvos generan túneles, la palabra Teredo fue escogida para nombrar al protocolo de túnels de redes Teredo. El submarino HMS Teredo también habría sido nombrado a partir de este género de molusco, debido a que trabaja invisiblemente, bajo la superficie.
Dieta
Al igual que la mayoría de los bivalvos marinos, los gusanos del género Teredo se alimentan por filtración y consumen mayoritariamente seston, y no madera. La madera, que constituye un suplemento en su dieta, es consumida con la asistencia de bacterias que se encuentran dentro de las células de las branquias. Aun así, la madera no es un requisito en su dieta, ya que pueden vivir sobre la superficie de la madera o incluso sobre estructuras que no son de madera.

## Especies
Las especies del género Teredo incluyen:
- Teredo aegypos Moll, 1941
- Teredo bartschi Clapp, 1923
- Teredo bitubula Li, 1965
- Teredo clappi Bartsch, 1923
- Teredo fulleri Clapp, 1924
- Teredo furcifera Martas en Semon, 1894
- Teredo johnsoni Clapp, 1924
- Teredo mindanensis Bartsch, 1923
- Teredo navalis Linneo, 1758
- Teredo poculifer Iredale, 1936
- Teredo portoricensis Clapp, 1924
- Teredo somersi Clapp, 1924
- Teredo triangularis Edmondson, 1942

## Galería

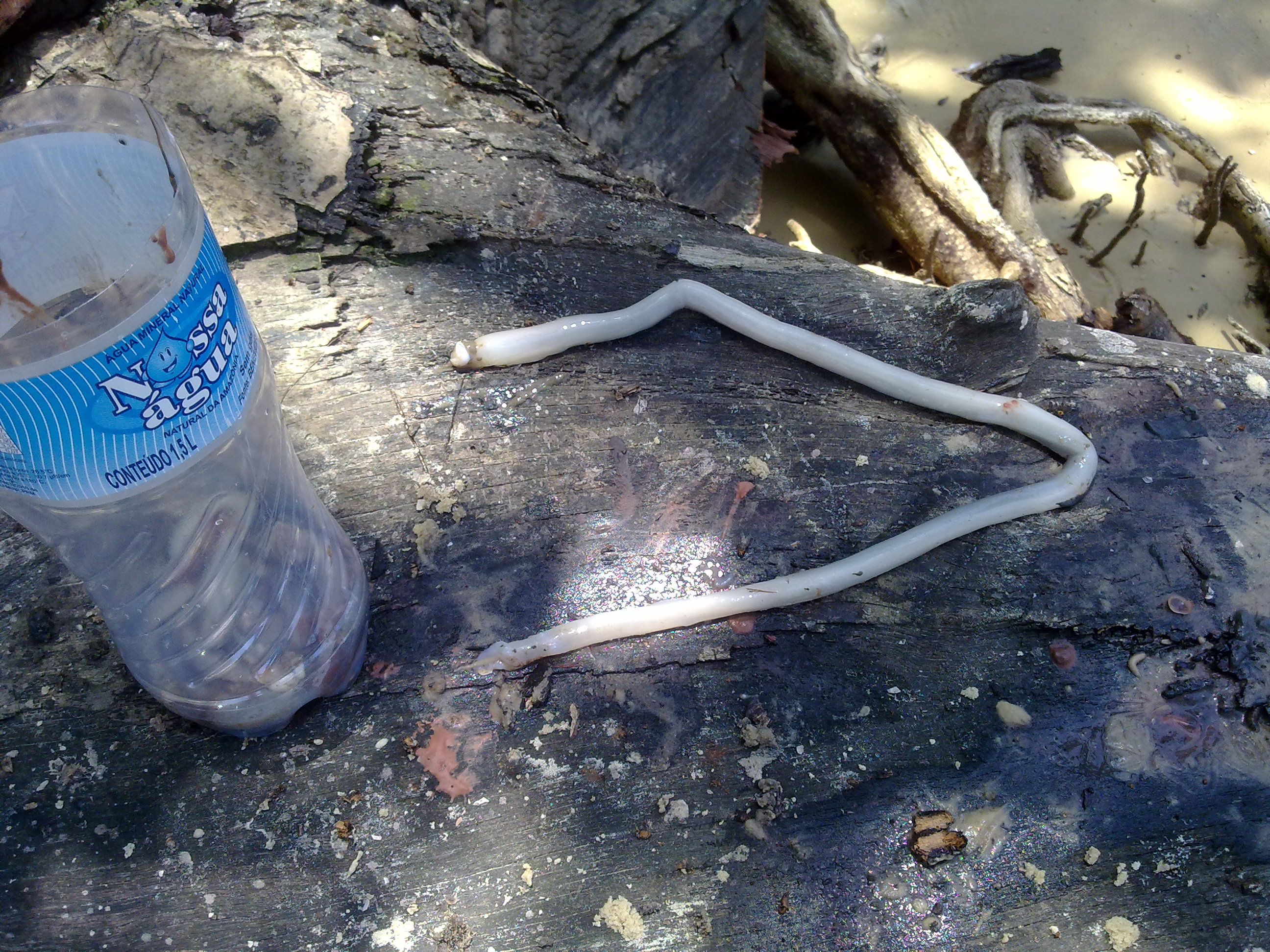
Teredo extraído de madera de mangle cercana Joanes, Marajó isla, Brasil. Este gusano es 1,5 cm en diámetro y aproximadamente 50 cm de largo, aunque podría ser más largo en tanto a cola está rota.
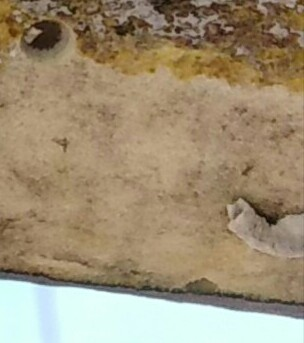
Esta foto, tomada del casco de un bote de fibra epoxi, muestra que los gusanos teredo los gusanos no requieren madera para sobrevivir, e incluso pueden averiar estructuras que no son de madera. La profundidad de los agujeros no superaban los 10mm.  En la parte inferior derecha de la imagen se observan restos del casco.